# Malāri
Malāri är en ort i Indien.   Den ligger i distriktet Chamoli och delstaten Uttarakhand, i den norra delen av landet, 300 km nordost om huvudstaden New Delhi. Malāri ligger 3 020 meter över havet och antalet invånare är 649.
Terrängen runt Malāri är huvudsakligen mycket bergig. Malāri ligger nere i en dal. Runt Malāri är det glesbefolkat, med 16 invånare per kvadratkilometer. Det finns inga andra samhällen i närheten. Trakten runt Malāri består i huvudsak av gräsmarker.